# Liste des champions du monde poids lourds-légers de boxe anglaise
Liste des champions du monde de boxe poids lourds-légers reconnus par les organisations suivantes :
- La WBA[2] (World Boxing Association), fondée en 1921 et succédant à la NBA (National Boxing Association) en 1962,
- La WBC[3] (World Boxing Council), fondée en 1963,
- L'IBF[4] (International Boxing Federation), fondée en 1983,
- La WBO[5] (World Boxing Organization), fondée en 1988.

Avant 1921, les champions du monde étaient reconnus en tant que tel par le public sans qu’il n’y ait d’organisme particulier pour gérer l’attribution de ce titre.
Mise à jour : 3 mai 2025
| Gain du titre | Perte du titre    | Champion              | Champion                         | Reconnaissance                | Défenses |
| --- | ----------------- | --------------------- | -------------------------------- | ----------------------------- | -------- |
| 31 mars 1980 | 25 novembre 1980  | Marvin Camel          | États-Unis                       | WBC                           | 0        |
| Le 1er championnat du monde des lourds légers organisé par la WBC le 12 août 1979 entre Marvin Camel et Mate Parlov s’est terminé par un match nul. Camel remporte le titre lors de la revanche.                                             |                   |                       |                                  |                               |          |
| 25 novembre 1980 | 27 juin 1982      | Carlos De León        | Porto Rico                       | WBC                           | 1        |
| 13 février 1982 | 1er décembre 1984 | Ossie Ocasio          | Porto Rico                       | WBA                           | 3        |
| Ocasio devient le 1er champion du monde des lourds-légers WBA en battant le 13 février 1982 Robbie Williams. |                   |                       |                                  |                               |          |
| 27 juin 1982 | 17 juillet 1983   | S.T. Gordon           | États-Unis                       | WBC                           | 1        |
| 17 juillet 1983 | 6 juin 1985       | Carlos De León        | Porto Rico                       | WBC                           | 3        |
| 13 décembre 1983 | 6 octobre 1984    | Marvin Camel          | États-Unis                       | IBF                           | 0        |
| De la même manière que pour le titre WBC, Camel devient le 1er champion du monde des lourds-légers IBF en battant le 13 décembre 1983 Roddy McDonald.                                                                                        |                   |                       |                                  |                               |          |
| 6 octobre 1984 | 25 octobre 1986   | Lee Roy Murphy        | États-Unis                       | IBF                           | 3        |
| 1er décembre 1984 | 27 juillet 1985   | Piet Crous            | Afrique du Sud                   | WBA                           | 1        |
| 6 juin 1985 | 21 septembre 1985 | Alfonso Ratliff       | États-Unis                       | WBC                           | 0        |
| 27 juillet 1985 | 12 juillet 1986   | Dwight Muhammad Qawi  | États-Unis                       | WBA                           | 1        |
| 21 septembre 1985 | 22 mars 1986      | Bernard Benton        | États-Unis                       | WBC                           | 0        |
| 22 mars 1986 | 9 avril 1988      | Carlos De León        | Porto Rico                       | WBC                           | 3        |
| 12 juillet 1986 | 15 mai 1987       | Evander Holyfield     | États-Unis                       | WBA                           | 2        |
| 25 octobre 1986 | 15 mai 1987       | Rickey Parkey         | États-Unis                       | IBF                           | 1        |
| 15 mai 1987 | 9 avril 1988      | Evander Holyfield     | États-Unis                       | WBA & IBF                     | 3        |
| Holyfield unifie les titres WBA & IBF en battant Parkey le 15 mai 1987. |                   |                       |                                  |                               |          |
| 9 avril 1988 | 4 décembre 1988   | Evander Holyfield     | États-Unis                       | Unanime (WBA, WBC & IBF)      | 0        |
| Holyfield bat Carlos De León et devient le 1er champion du monde unifié des lourds-légers. Il laisse ensuite ses titres vacants pour combattre en poids lourds.                                                                              |                   |                       |                                  |                               |          |
| 25 mars 1989 | 25 septembre 1989 | Taoufik Belbouli      | Tunisie                          | WBA                           | 0        |
| Belbouli est destitué par la WBA pour ne pas avoir remis à temps son titre en jeu. |                   |                       |                                  |                               |          |
| 17 mai 1989 | 27 juillet 1990   | Carlos De León        | Porto Rico                       | WBC                           | 1        |
| 3 juin 1989 | 22 mars 1990      | Glenn McCrory         | Royaume-Uni                      | IBF                           | 1        |
| 27 novembre 1989 | 8 mars 1991       | Robert Daniels        | États-Unis                       | WBA                           | 2        |
| 3 décembre 1989 | 17 mai 1990       | Boone Pultz           | États-Unis                       | WBO                           | 0        |
| Pultz devient le 1er champion du monde des lourds-légers WBO en battant le 3 décembre 1989 Magne Havnaa. |                   |                       |                                  |                               |          |
| 22 mars 1990 | 27 juillet 1991   | Jeff Lampkin          | États-Unis                       | IBF                           | 1        |
| Lampkin est destitué par l’IBF pour ne pas avoir remis à temps son titre en jeu. |                   |                       |                                  |                               |          |
| 17 mai 1990 | 1er mai 1992      | Magne Havnaa          | Norvège                          | WBO                           | 2        |
| Havnaa laisse son titre WBO vacant. |                   |                       |                                  |                               |          |
| 27 juillet 1990 | 20 juillet 1991   | Massimiliano Duran    | Italie                           | WBC                           | 1        |
| 8 mars 1990 | 5 août 1993       | Bobby Czyz            | États-Unis                       | WBA                           | 2        |
| Czyz est destitué par la WBA pour ne pas avoir remis à temps son titre en jeu. |                   |                       |                                  |                               |          |
| 20 juillet 1991 | 30 décembre 1994  | Anaclet Wamba         | France                           | WBC                           | 7        |
| Wamba est destitué par la WBC pour ne pas avoir remis à temps son titre en jeu et annonce sa retraite le 30 décembre 1994. |                   |                       |                                  |                               |          |
| 7 septembre 1991 | 30 juillet 1992   | James Warring         | États-Unis                       | IBF                           | 2        |
| 25 juillet 1992 | 13 février 1993   | Tyrone Booze          | États-Unis                       | WBO                           | 1        |
| 30 juillet 1992 | 30 avril 1996     | Alfred Cole           | États-Unis                       | IBF                           | 5        |
| Cole laisse son titre IBF vacant pour combattre en poids lourds. |                   |                       |                                  |                               |          |
| 13 février 1993 | 26 juin 1993      | Markus Bott           | Allemagne                        | WBO                           | 0        |
| 26 juin 1993 | 17 décembre 1994  | Nestor Giovannini     | Argentine                        | WBO                           | 1        |
| 6 novembre 1993 | 22 juillet 1995   | Orlin Norris          | États-Unis                       | WBA                           | 4        |
| 17 décembre 1994 | 1er janvier 1995  | Dariusz Michalczewski | Pologne                          | WBO                           | 0        |
| Michalczewski laisse son titre vacant pour défendre sa ceinture WBO des mi-lourds remportée le 10 septembre 1994. |                   |                       |                                  |                               |          |
| 10 juin 1995 | 4 octobre 1997    | Ralf Rocchigiani      | Allemagne                        | WBO                           | 6        |
| 22 juillet 1995 | 8 novembre 1997   | Nate Miller           | États-Unis                       | WBA                           | 4        |
| 25 juillet 1995 | 21 février 1998   | Marcelo Dominguez     | Argentine                        | WBC                           | 5        |
| 31 août 1996 | 21 juin 1997      | Adolpho Washington    | États-Unis                       | IBF                           | 0        |
| 21 juin 1997 | 8 novembre 1997   | Uriah Grant           | Jamaïque                         | IBF                           | 0        |
| 4 octobre 1997 | 27 mars 1999      | Carl Thompson         | Royaume-Uni                      | WBO                           | 2        |
| 8 novembre 1997 | 30 octobre 1998   | Imamu Mayfield        | États-Unis                       | IBF                           | 1        |
| 8 novembre 1997 | 9 décembre 2000   | Fabrice Tiozzo        | France                           | WBA                           | 4        |
| 21 février 1998 | 19 février 2002   | Juan Carlos Gómez     | Cuba                             | WBC                           | 10       |
| Gomez laisse son titre WBC vacant pour combattre en poids lourds. |                   |                       |                                  |                               |          |
| 30 octobre 1998 | 5 juin 1999       | Arthur Williams       | États-Unis                       | IBF                           | 0        |
| 27 mars 1999 | 22 septembre 2006 | Johnny Nelson         | Royaume-Uni                      | WBO                           | 13       |
| Nelson annonce sa retraite le 22 septembre 2006. La ceinture WBO revient alors à Enzo Maccarinelli qui était devenu champion par intérim de la catégorie après avoir battu l’ancien champion WBC Marcelo Fabian Domínguez le 8 juillet 2006. |                   |                       |                                  |                               |          |
| 5 juin 1999 | 26 avril 2003     | Vassiliy Jirov        | Kazakhstan                       | IBF                           | 6        |
| 9 décembre 2000 | 23 février 2002   | Virgil Hill           | États-Unis                       | WBA                           | 0        |
| 23 février 2002 | 2 avril 2005      | Jean-Marc Mormeck     | France                           | WBA                           | 4        |
| 11 octobre 2002 | 2 avril 2005      | Wayne Braithwaite     | Guyana                           | WBC                           | 3        |
| 26 avril 2003 | 9 décembre 2003   | James Toney           | États-Unis                       | IBF                           | 0        |
| Toney laisse son titre IBF vacant pour combattre en poids lourds. |                   |                       |                                  |                               |          |
| 1er mai 2004 | Avril 2005        | Kelvin Davis          | États-Unis                       | IBF                           | 0        |
| Davis laisse son titre IBF vacant pour combattre en poids lourds. |                   |                       |                                  |                               |          |
| 2 avril 2005 | 7 janvier 2006    | Jean-Marc Mormeck     | France                           | WBA & WBC                     | 0        |
| Mormeck unifie les titres WBA & WBC en battant Braithwaite le 2 avril 2005. |                   |                       |                                  |                               |          |
| 20 mai 2005 | 7 janvier 2006    | O'Neil Bell           | Jamaïque                         | IBF                           | 2        |
| 7 janvier 2006 | 31 mars 2006      | O'Neil Bell           | Jamaïque                         | WBA, WBC & IBF                | 0        |
| O'Neil Bell unifie les titres WBA, WBC & IBF en battant Mormeck le 7 janvier 2006 puis est destitué par l’IBF pour ne pas avoir affronté le challenger imposé par cette organisation.                                                        |                   |                       |                                  |                               |          |
| 31 mars 2006 | 17 mars 2007      | O'Neil Bell           | Jamaïque                         | WBA & WBC                     | 0        |
| 22 septembre 2006 | 8 mars 2008       | Enzo Maccarinelli     | Royaume-Uni                      | WBO                           | 4        |
| 26 novembre 2006 | 26 mai 2007       | Krzysztof Włodarczyk  | Pologne                          | IBF                           | 0        |
| 17 mars 2007 | 17 novembre 2007  | Jean-Marc Mormeck     | France                           | WBA & WBC                     | 0        |
| 26 mai 2007 | 11 décembre 2008  | Steve Cunningham      | États-Unis                       | IBF                           | 1        |
| 17 novembre 2007 | 8 mars 2008       | David Haye            | Royaume-Uni                      | WBA & WBC                     | 1        |
| 8 mars 2008 | 19 juin 2008      | David Haye            | Royaume-Uni                      | WBA, WBC & WBO                | 0        |
| Haye laisse ses titres WBA, WBC & WBO vacants pour combattre en poids lourds. |                   |                       |                                  |                               |          |
| 24 juin 2008 | 27 septembre 2008 | Firat Arslan          | Allemagne                        | WBA                           | 1        |
| 27 septembre 2008 | 30 octobre 2012   | Guillermo Jones       | Panama                           | WBA                           | 2        |
| Jones est destitué pour ne pas avoir affronté son challenger officiel dans le délai imparti. |                   |                       |                                  |                               |          |
| 24 octobre 2008 | 21 novembre 2009  | Giacobbe Fragomeni    | Italie                           | WBC                           | 1        |
| 11 décembre 2008 | 18 octobre 2009   | Tomasz Adamek         | Pologne                          | IBF                           | 2        |
| Adamek laisse son titre vacant le 18 octobre 2009 pour affronter en poids lourds le 24 octobre son compatriote Andrew Golota, ceinture IBF International en jeu.                                                                             |                   |                       |                                  |                               |          |
| Février 2009 | 29 août 2009      | Victor Emilio Ramírez | Argentine                        | WBO                           | 1        |
| 29 août 2009 | 14 août 2015      | Marco Huck            | Allemagne                        | WBO                           | 13       |
| 21 novembre 2009 | 15 janvier 2010   | Zsolt Erdei           | Hongrie                          | WBC                           | 0        |
| Erdei laisse son titre WBC vacant pour combattre en poids mi-lourds. |                   |                       |                                  |                               |          |
| 15 mai 2010 | 27 septembre 2014 | Krzysztof Włodarczyk  | Pologne                          | WBC                           | 6        |
| 5 juin 2010 | 1er octobre 2011  | Steve Cunningham      | États-Unis                       | IBF                           | 1        |
| 1er octobre 2011 | Septembre 2015    | Yoan Pablo Hernández  | Cuba                             | IBF                           | 4        |
| Hernández est destitué par l'IBF en septembre 2015. |                   |                       |                                  |                               |          |
| 30 octobre 2012 | 17 mai 2013       | Denis Lebedev         | Russie                           | WBA                           | 1        |
| 17 mai 2013 | 18 octobre 2013   | Guillermo Jones       | Panama                           | WBA                           | 0        |
| Jones bat Lebedev le 17 mai 2013 mais il est convaincu de dopage à l'issue du combat et finalement destitué le 18 octobre 2013. |                   |                       |                                  |                               |          |
| 18 octobre 2013 | 21 mai 2016       | Denis Lebedev         | Russie                           | WBA                           | 4        |
| 27 septembre 2014 | Août 2015         | Grigory Drozd         | Russie                           | WBC                           | 1        |
| Drozd est considéré par la WBC comme champion en repos en août 2015 laissant ainsi le titre vacant. |                   |                       |                                  |                               |          |
| 14 août 2015 | 17 septembre 2016 | Krzysztof Głowacki    | Pologne                          | WBO                           | 1        |
| 21 mai 2016 | 3 décembre 2016   | Denis Lebedev         | Russie                           | WBA & IBF                     | 0        |
| 28 mai 2016 | 28 mars 2017      | Tony Bellew           | Royaume-Uni                      | WBC                           | 1        |
| Bellew est considéré par la WBC comme champion émérite le 28 mars 2017. Le combat prévu entre Mairis Briedis et Marco Huck le 1er avril 2017 se transforme en combat pour le titre principal de la fédération.                               |                   |                       |                                  |                               |          |
| 17 septembre 2016 | 27 janvier 2018   | Oleksandr Usyk        | Ukraine                          | WBO                           | 3        |
| 3 décembre 2016 | 3 février 2018    | Murat Gassiev         | Russie                           | IBF                           | 2        |
| 1er avril 2017 | 27 janvier 2018   | Mairis Briedis        | Lettonie                         | WBC                           | 1        |
| 27 janvier 2018 | 21 juillet 2018   | Oleksandr Usyk        | Ukraine                          | WBC & WBO                     | 1        |
| 3 février 2018 | 21 juillet 2018   | Murat Gassiev         | Russie                           | WBA & IBF                     | 0        |
| 21 juillet 2018 | Juin 2019         | Oleksandr Usyk        | Ukraine                          | Unanime (WBA, WBC, IBF & WBO) | 1        |
| Usyk laisse ses ceintures vacantes en juin 2019 pour poursuivre sa carrière en poids lourds. |                   |                       |                                  |                               |          |
| 15 juin 2019 | 25 novembre 2019  | Mairis Briedis        | Lettonie                         | WBO                           | 0        |
| Briedis est destitué de sa ceinture WBO le 25 novembre 2019. |                   |                       |                                  |                               |          |
| 15 juin 2019 | 26 septembre 2020 | Yunier Dorticos       | Cuba                             | IBF                           | 0        |
| 15 novembre 2019 | 30 mars 2024      | Arsen Goulamirian     | France                           | WBA                           |          |
| 31 janvier 2020 | 26 février 2023   | Ilunga Makabu         | République démocratique du Congo | WBC                           | 2        |
| 26 septembre 2020 | 2 juillet 2022    | Mairis Briedis        | Lettonie                         | IBF                           | 1        |
| 20 mars 2021 | 27 mai 2023       | Lawrence Okolie       | Royaume-Uni                      | WBO                           | 3        |
| 2 juillet 2022 | En cours          | Jai Opetaia           | Australie                        | IBF                           |          |
| 26 février 2023 | 16 septembre 2023 | Badou Jack            | Suède                            | WBC                           | 0        |
| Jack laisse sa ceinture WBC vacante le 16 septembre 2023 |                   |                       |                                  |                               |          |
| 27 mai 2023 | 16 novembre 2024  | Chris Billam-Smith    | Royaume-Uni                      | WBO                           | 2        |
| 4 novembre 2023 | 3 mai 2025        | Norair Mikaeljan      | Arménie                          | WBC                           | 0        |
| 30 mars 2024 | 16 novembre 2024  | Gilberto Ramirez      | Mexique                          | WBA                           | 1        |
| 16 novembre 2024 | En cours          | Gilberto Ramirez      | Mexique                          | WBA & WBO                     |          |
| 3 mai 2025 | En cours          | Badou Jack            | Suède                            | WBC                           |          |